# Cryosophila
Cryosophila ist eine Pflanzengattung innerhalb der Familie der Palmengewächse (Arecaceae). Die etwa zehn Arten kommen von Mexiko bis Kolumbien vor, von denen die Hälfte als gefährdet gilt. Cryosophila-Arten wachsen im Unterwuchs vor allem von feuchten tropischen Wäldern der tieferen Lagen. Charakteristisches Merkmal der Gattung sind die am Stamm sitzenden verzweigten Wurzel-Dornen.

## Beschreibung

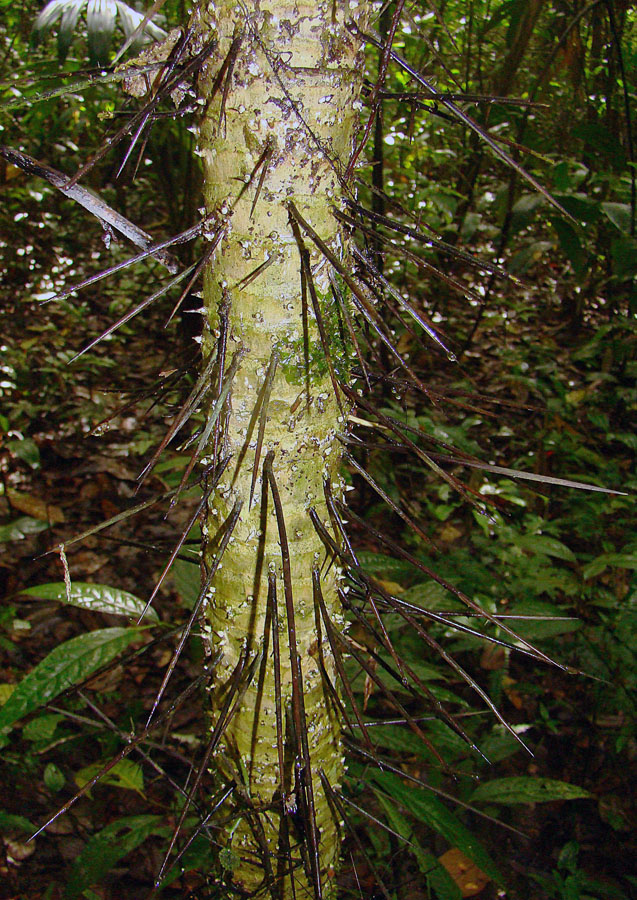
Dornen von Cryosophila warscewiczii

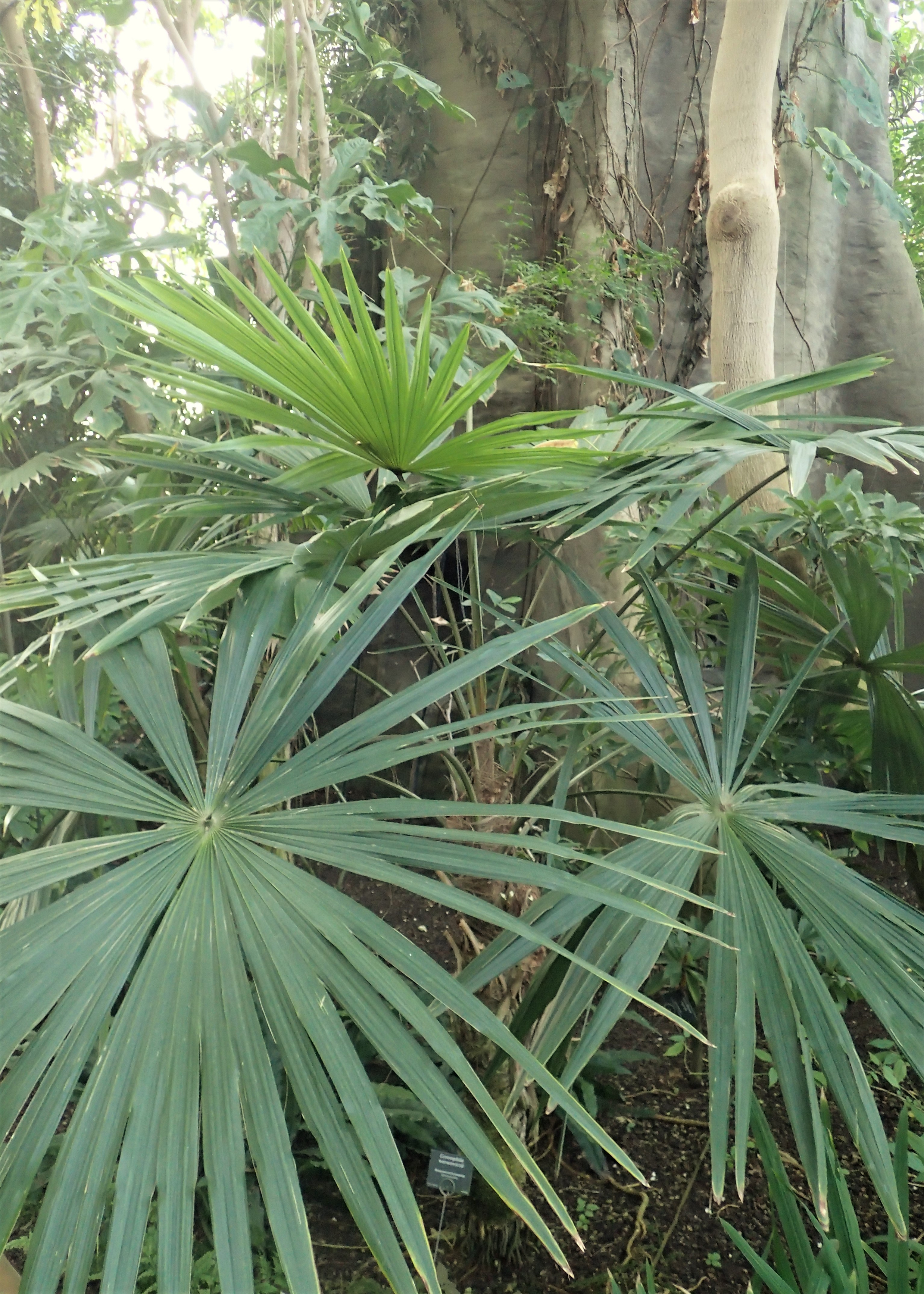
Blattwedel von Cryosophila warscewiczii

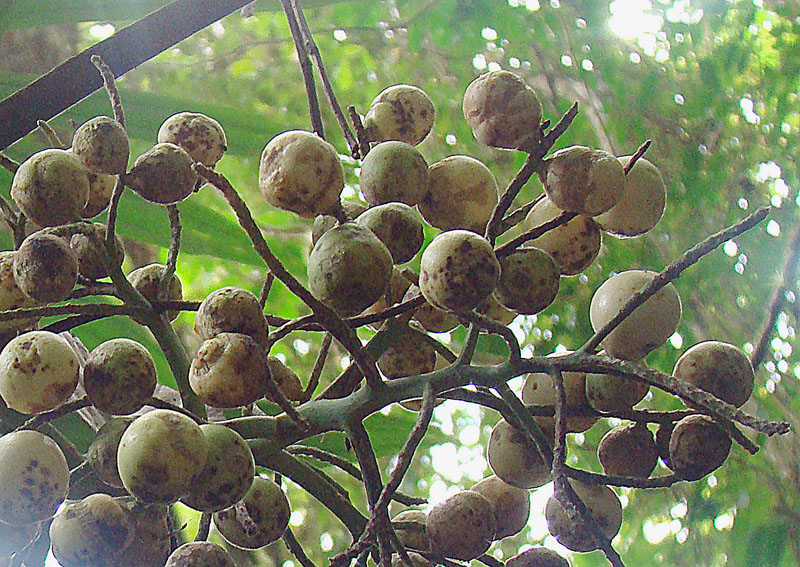
Ausschnitt eines Fruchtstands und Früchte von Cryosophila warscewiczii

### Stämme und Wurzeldornen
Cryosophila-Arten sind einzelstämmige Palmen, selten mehrstämmig. Die Stämme tragen lange und verzweigte Wurzeldornen. Der Stamm weist eine Länge von 0,5 bis 15 Metern und einen Durchmesser von 4 bis 20 Zentimetern auf. Bei den meisten Arten ist der Stamm gerade und aufrecht. Manchmal, besonders an Hangstandorten, weist der Stamm einen Säbelwuchs auf.
Die Dornen sind modifizierte Wurzeln; dies wurde zuerst von Wendland 1869 erkannt. Sie entspringen endogen dem Stamm und weisen die Anatomie einer typischen Monokotylen-Wurzel auf, wie etwa ein polyarches zentrales Leitbündel. Im Zuge des Dornenwachstums fällt die Wurzelkappe ab, das Grundgewebe wird sklerotisch, und das Wurzelende differenziert sich zu einer scharfen Spitze. Die Verteilung der Dornen entlang des Stammes ist sehr variabel, es gibt aber zwei Grundmuster: bei den meisten Arten stehen sie am unteren Stammende am dichtesten und dünnen nach oben hin aus; bei Cryosophila bartlettii, Cryosophila grayumii und Cryosophila kalbreyeri sind sie eher gleichmäßig verteilt. 
Es gibt zwei Gruppen von Wurzel-Dornen: „Stamm“-Dornen sind eher nach unten gerichtet, eher kurz und haben einen runden Querschnitt. „Kronen“-Dornen sind eher aufsteigend, lang und zusammengedrückt. Sie finden sich zwischen den Blattbasen, stehen also an den Internodien und fallen mit den Blättern ab. 
Die Dornen sind in der Regel einfach verzweigt, teils auch zwei- oder dreifach. Die Seitenäste entwickeln sich ebenfalls zu Dornen. Die Länge der Dornen reicht je nach Art von unter 3 Zentimetern bis über 15 Zentimetern.
An der Basis des Stammes entwickeln sich die Adventivwurzeln nicht zu Dornen, sondern dringen in den Boden ein. Häufig bildet sich an der Basis ein Kegel aus Wurzeln.

### Blätter
Die Krone wird meist von 15 bis 25 Blättern gebildet, wobei die Spannbreite von 5 bis 35 reicht. Die Blätter sind spiralig angeordnet und bilden eine ausladende Krone. Die Blattstiele sind zwischen 40 und 320 Zentimeter lang und an der schmalsten Stelle zwischen 0,6 und 3,3 Zentimeter breit. Die Blattstielbasis ist zur Reife bei allen Arten außer Cryosophila gespalten. Bei Jugendblättern bzw. den jüngsten Blättern ist die Basis nicht gespalten. Die Hastula, die schuppenartige Verlängerung des Blattstiels über die Ansatzstelle der Spreite hinaus, ist meist kurz und dreieckig. 
Die Blattspreite ist gefaltet und hand- bzw. fächerförmig. Entlang oder nahe der Mittelrippe ist das Blatt gespalten, sodass zwei Blatthälften entstehen. Dieser zentrale Spalt reicht auf fünf oder weniger cm an die Spreitenbasis heran, außer bei Cryosophila williamsii und Cryosophila cookii. Die Spreite besteht aus 30 bis 80 Segmenten. Das zentrale Segment ist 40 bis 160 Zentimeter lang, über 1 Meter aber nur bei Cryosophila cookii, Cryosophila guagara und Cryosophila macrocarpa. Die Spreite ist durch zwei Typen von Spalten weiter geteilt: tiefe primäre, adaxiale Spalten, die die Spreite in eine Anzahl von meist mehrsegmentigen Sektionen aufteilen; und weniger tief reichende sekundäre Spalten. 
Die Unterseite der Blattspreite ist fein behaart, die Haare sind lang und dünnwandig; die Blattunterseite erscheint daher weißlich bis silbrig. 
Die Mittelrippen der Blattsegmente sind groß, gelb und sehr steif. Die Steifheit ist durch einen durchgehenden Faserzylinder, der den Großteil der Rippe ausmacht, bedingt. Dieser Zylinder umgibt ein farbloses Grundgewebe, in dessen Mitte ein oder mehrere große Leitbündel eingebettet sind, randlich meist mehrere kleine Bündel. 

### Blüten- und Fruchtstände
Der Blütenstandsschaft ist 10 bis 80 Zentimeter lang, das Vorblatt 5 bis 25 Zentimetern. Am Blütenstandsschaft gibt es zwei bis zehn Hochblätter, die bei einer Länge und Breite von 5 bis 50 Zentimetern breit bis schmal oval sind. Die Blütenstände stehen zwischen den Blättern, jeder Blütenstand wächst durch die gespaltene Blattstielbasis seines Tragblattes. Lediglich bei Cryosophila nana wächst er seitlich des ungespaltenen Blattstiels hervor. Die Blütenstände können aufsteigend, bogig oder nach unten weisend sein. Die Hauptachse des Blütenstands ist 20 bis 130 Zentimeter lang bei einem Durchmesser von 0,4 bis 2,1 Zentimetern am Übergang vom Blütenstandsstiel zur Blütenstandsachse, nur bei Cryosophila cookii ist er mit bis 3,0 Zentimetern dicker. Die Blütenstandsachse nimmt bei einer Länge von 5 und 70 Zentimetern zwischen einem Fünftel und zwei Drittel der gesamten Blütenstandslänge ein. Mit Ausnahme von Cryosophila cookii haben die Blütenstände 10 bis 40 Seitenachsen erster Ordnung. Meist sind die untersten Seitenzweige selbst noch zweifach verzweigt, die mittleren einmal und die obersten nicht. Die längsten Seitenzweige erster Ordnung sind 1 bis 20 Zentimeter lang, wobei sie nur bei Cryosophila stauracantha und Cryosophila warscewiczii länger als 7 Zentimeter sind. Jeder Seitenzweig erster Ordnung sitzt in der Achsel eines Hochblattes. Das Hochblatt ist breit-oval bis linealisch-oval. Die längsten Hochblätter sind 5 bis 30 Zentimeter lang. 
Die Blüten stehen einzeln an kurzen Blütenstielen von 0,1 bis 1,5 Millimeter Länge.
Der Fruchtstand ist entweder offen, so dass die Seitenzweige erster Ordnung sichtbar sind (bei Cryosophila stauracantha und Cryosophila warscewiczii), oder die Früchte stehen so dicht, dass die Seitenzweige nicht sichtbar sind (bei allen anderen Arten).

### Blüten
Die zwittrigen Blüten weisen eine Länge von 2 bis 6 Millimetern sowie einen Durchmesser von 1,5 bis 5 Millimetern auf. Die drei elfenbein-weißen bis cremefarbenen Kelchblätter sind bis zur Hälfte miteinander verwachsen. Die drei Kronblätter sind frei und von gleicher Farbe. Das Androeceum besteht aus sechs Staubblättern. Die flachen, dünnen Staubfäden sind bei einer Länge von meist 2 bis 3 Millimetern meist über ein bis drei Viertel ihrer Länge miteinander verwachsen. Die Staubbeutel sind 1 bis 2,5 Millimeter lang. Der Stempel besteht aus drei Fruchtblättern. Der Fruchtknoten weist einen Durchmesser von 0,2 bis 1,4 Millimeter auf, Griffel und Narbe sind zusammen 0,7 bis 3,5 Millimeter lang. 
Die Blüten sind proterogyn: die Narbe sind empfangsbereit, während der Blütenstand noch im Knospenstadium ist. Die Narben vertrocknen, bevor die Hochblätter des Blütenstandsstiel sich öffnen und bevor die Antheren sich öffnen. Die Pollenkörner sind monosulcat oder trichotomosulcat (haben also eine einfache oder dreistrahlige Keimfalte). Die Form der Pollenkörner ist in Polansicht elliptisch bis dreieckig, die Oberfläche der Exine ist netzförmig, gefurcht-netzförmig oder punktiert. 
Die Blüten sind innerhalb der Gattung sehr einheitlich und bieten im Gegensatz zu den meisten Palmengattungen kaum Merkmale zur Abgrenzung der einzelnen Arten. Die Blüten sind bei Cryosophila cookii und Cryosophila guagara meist größer als 4,8 Millimeter, bei den anderen Arten kleiner. 

### Früchte und Samen
Die Früchte sind bei einer Länge von 1,2 bis 3,6 Zentimetern sowie einem Durchmesser von 1,0 bis 2,9 Zentimetern fast kugelig bis etwas länglich. Ihre. Über 3 Zentimeter lang sind die Früchte von Cryosophila macrocarpa, zwischen 2 und 2,5 Zentimeter die von Cryosophila warscewiczii, die Früchte der anderen Arten sind kleiner als Zentimeter. Unreife Früchte sind grün und wechseln zur Reife zur hell-grünlich-gelb bis elfenbeinfarben oder cremefarben. Das Exokarp ist glatt und dünn, das Mesokarp ist etwas fleischig, das Endokarp häutig. An den reifen Früchten sind Kelch und Krone erhalten.
Die Samen haben die gleiche Form wie die Frucht. Lediglich bei Cryosophila williamsii sind sie sehr unregelmäßig geformt. Sie sind 0,7 bis 2,7 Zentimeter lang bei einem Durchmesser von 0,7 bis 2,3 Zentimeter, die Oberfläche ist creme- bis strohfarben. 

## Vorkommen und Gefährdung
Die Cryosophila-Arten sind in Zentralamerika bis nördlichen Südamerika verbreitet. Das Areal reicht im Norden bis Mexiko, im Süden bis zum nordwestlichen Kolumbiens. Die meisten Arten kommen disjunkt vor in einer linearen Abfolge von Nord nach Süd. Einige Arten sind extrem lokal vorkommende Endemiten.
Alle Cryosophila-Arten wachsen im Unterwuchs von Wäldern. Die meisten wachsen in feuchten bis nassen Tiefland-Wäldern. Ausnahme ist Cryosophila nana, die in Trockenwäldern wächst. Cryosophila kalbreyeri und Cryosophila stauracantha können auch auf trockeneren Standorten gedeihen. Die höchstgelegenen Standorte befinden sich in Höhenlagen von etwa 1000 Metern. Fünf Arten sind calciphil, wachsen also bevorzugt über Kalkgestein, wobei Cryosophila bartlettii und Cryosophila williamsii nur auf Kalksteinfelsen vorkommen. Die übrigen Arten – außer Cryosophila nana – sind calcifug, meiden also Kalkböden.
Evans bezeichnete 1995 fünf der zehn Arten als gefährdet (threatened or endangered): Cryosophila bartlettii, Cryosophila cookii, Cryosophila grayumii, Cryosophila kalbreyeri und Cryosophila williamsii. Cryosophila macrocarpa bezeichnet er als sehr selten mit unbekanntem Gefährdungsgrad. Ursache für die Gefährdung ist vor allem der Verlust der Standorte durch Zerstörung des Regenwaldes. In seiner Einstufung für die IUCN von 1998 stufte er von den sieben angeführten Arten drei als „gering gefährdet“ ein (Cryosophila guagara, Cryosophila kalbreyeri und Cryosophila nana), Cryosophila bartlettii als „stark gefährdet“, zwei Arten als „vom Aussterben bedroht“ (Cryosophila cookii und Cryosophila grayumii). Cryosophila williamsii ist in der Natur „ausgestorben“.

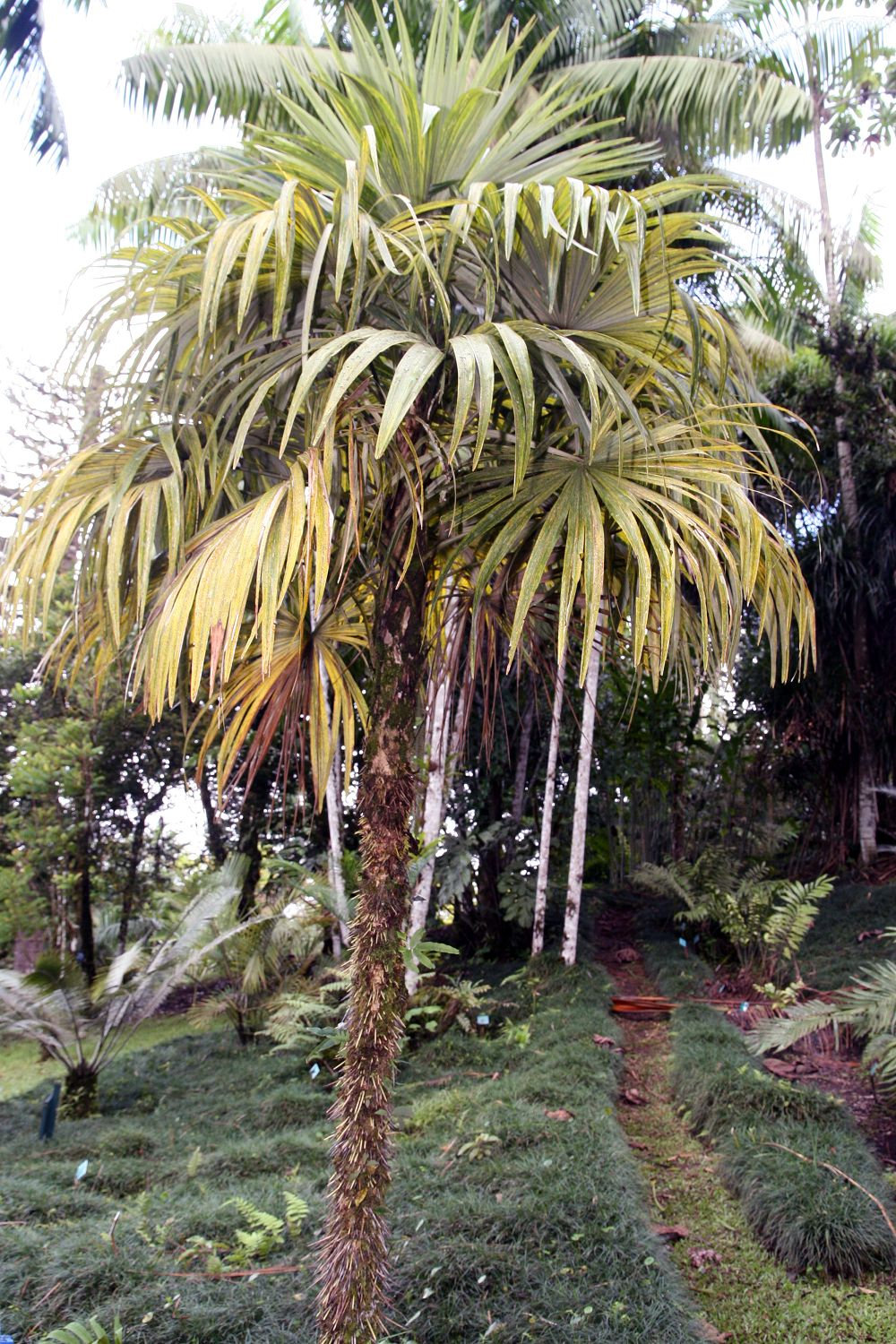
Cryosophila guagara

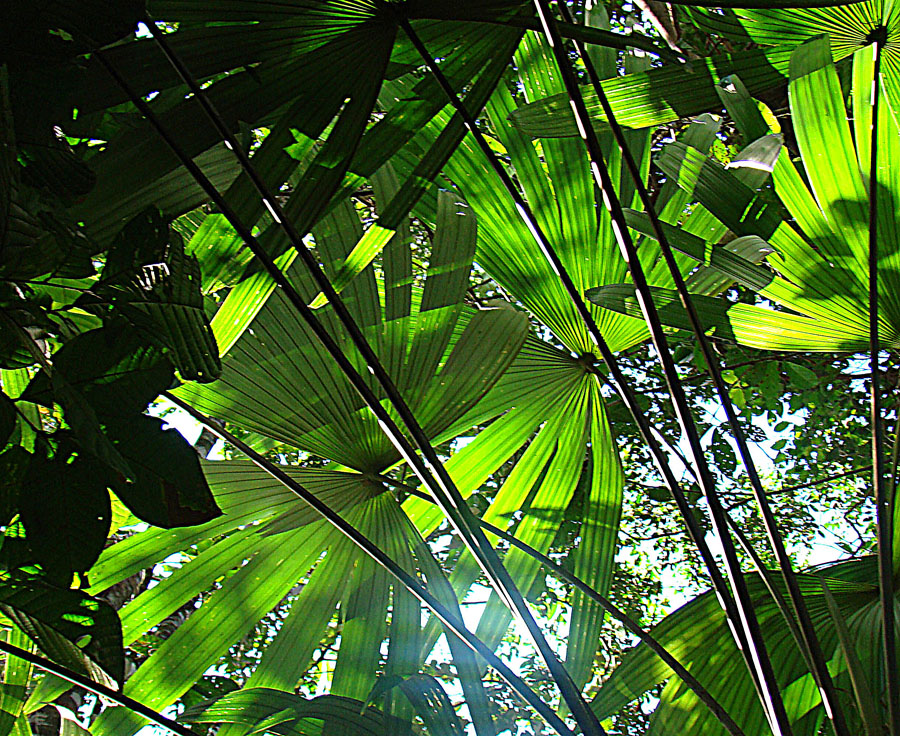
Cryosophila kalbreyeri

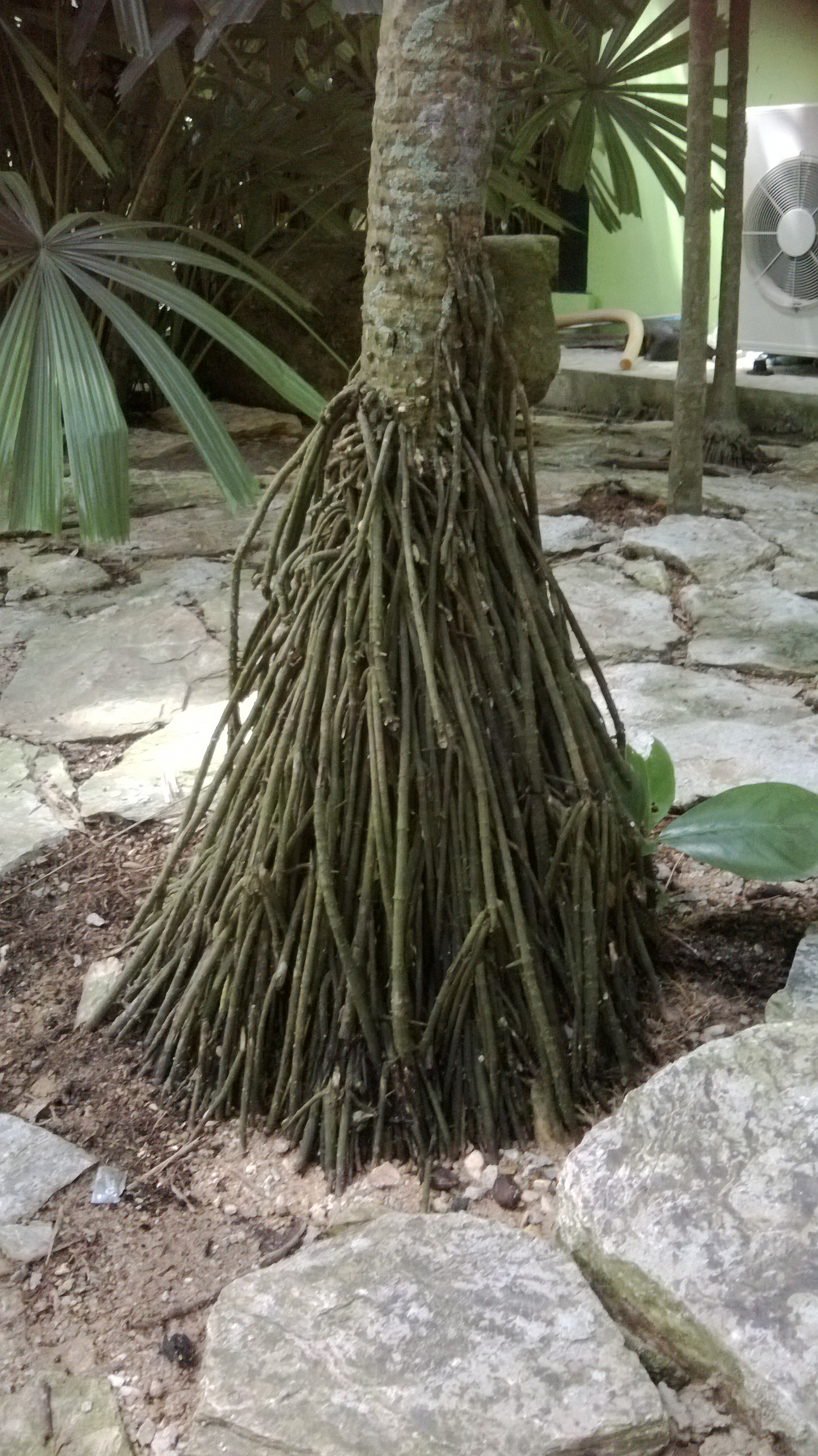
Stamm und Wurzeln von Cryosophila williamsii

## Systematik

### Forschungsgeschichte
Cryosophila nana wurde als erste Art, die heute zur Gattung gezählt wird, beschrieben, allerdings zunächst in heute rein altweltliche Gattungen gestellt: Corypha (als Corypha nana Kunth) bzw. Chamaerops (als Chamaerops mocini Kunth). Carl Ludwig Blume stellte 1838 oder 1839 die Gattung Cryosophila in Rumphia, sive commentationes botanicae imprimis de plantis Indiae orientalis... Band 2, Seite 53 (Fußnote) auf, zu der er nur Cryosophila nana zählte. Hermann Wendland beschrieb die gleiche Art 1869 unter dem Namen Acanthorrhiza aculeata in einer neuen Gattung erneut, dies wurde von Harley Harris Bartlett 1935 erkannt, ebenso, dass Kunth die gleiche Art zweimal beschrieben hatte. Bartlett beschrieb 1935 drei neue Arten, Allen 1953 zwei weitere. Die Bestimmungsschlüssel der beiden letzten Autoren erlaubten allerdings keine eindeutige Bestimmung der Arten. Eine umfassende Beschreibung der Gattungsmerkmale publizierte Harold Emery Moore 1972, die im Wesentlichen von Uhl und Dransfield 1987 übernommen wurde. Die erste Monographie über die Gattung Cryosophila mit einer Revision der Arten veröffentlichte Randall J. Evans 1995.

### Äußere Systematik
Die Gattung Cryosophila Blume gehört zur Tribus Cryosophileae in der Unterfamilie Coryphoideae innerhalb der Familie Arecaceaegestellt.

### Arten und ihre Verbreitung
Randall J. Evans akzeptierte 1995 in seiner Gattungs-Monographie zehn Arten. An der Anzahl hat sich nichts geändert:
- Cryosophila bartlettii R.J.Evans: Sie kommt nur in Panama vor.
- Cryosophila cookii Bartlett: Sie kommt nur in Costa Rica vor.
- Cryosophila grayumii R.J.Evans: Sie kommt nur in Costa Rica vor.
- Cryosophila guagara P.H.Allen: Sie kommt in Costa Rica und im westlichen Panama vor.
- Cryosophila kalbreyeri (Dammer ex Burret) Dahlgren: Die zwei Unterarten kommen im südöstlichen Panama und in Kolumbien vor.
- Cryosophila macrocarpa R.J.Evans: Sie kommt nur im Departamento del Chocó in Kolumbien.
- Cryosophila nana (Kunth) Blume: Sie kommt in westliche und südliche Mexiko.
- Cryosophila stauracantha (Heynh.) R.J.Evans: Das Verbreitungsgebiet reicht vom südöstlichen Mexiko bis Honduras.
- Cryosophila warscewiczii (H.Wendl.) Bartlett: Sie kommt in Costa Rica, Honduras, Nicaragua und Panama vor.
- Cryosophila williamsii P.H.Allen: Sie kommt nur in Honduras vor.

Die kladistische Analyse von morphologischen Merkmalen durch Evans ergab folgenden strict consensus tree: 
|                                                 | \| \| Cryosophila nana \| \| \| \| \| \| Cryosophila grayumii \| \| \| \| \| \| Cryosophila kalbreyeri \| \| \| \| \| \| Cryosophila bartlettii \| \| Vorlage:Klade/Wartung/3 Vorlage:Klade/Wartung/4 \| \| |
|                                                 | |
|                                                 | Cryosophila williamsii |
|                                                 | |
|                                                 | Cryosophila nana |
|                                                 | |
|                                                 | Cryosophila grayumii |
|                                                 | |
|                                                 | Cryosophila kalbreyeri |
|                                                 | |
|                                                 | Cryosophila bartlettii |
| Vorlage:Klade/Wartung/3 Vorlage:Klade/Wartung/4 | |

|                                                 | Cryosophila nana       |
|                                                 |                        |
|                                                 | Cryosophila grayumii   |
|                                                 |                        |
|                                                 | Cryosophila kalbreyeri |
|                                                 |                        |
|                                                 | Cryosophila bartlettii |
| Vorlage:Klade/Wartung/3 Vorlage:Klade/Wartung/4 |                        |

|  | Cryosophila guagara                                                           |
|  |                                                                               |
|  | \| \| Cryosophila cookii \| \| \| \| \| \| Cryosophila macrocarpa \| \| \| \| |
|  |                                                                               |
|  | Cryosophila cookii                                                            |
|  |                                                                               |
|  | Cryosophila macrocarpa                                                        |
|  |                                                                               |

|  | Cryosophila cookii     |
|  |                        |
|  | Cryosophila macrocarpa |
|  |                        |

|                                                 | \| \| Cryosophila nana \| \| \| \| \| \| Cryosophila grayumii \| \| \| \| \| \| Cryosophila kalbreyeri \| \| \| \| \| \| Cryosophila bartlettii \| \| Vorlage:Klade/Wartung/3 Vorlage:Klade/Wartung/4 \| \| |
|                                                 | |
|                                                 | Cryosophila williamsii |
|                                                 | |
|                                                 | Cryosophila nana |
|                                                 | |
|                                                 | Cryosophila grayumii |
|                                                 | |
|                                                 | Cryosophila kalbreyeri |
|                                                 | |
|                                                 | Cryosophila bartlettii |
| Vorlage:Klade/Wartung/3 Vorlage:Klade/Wartung/4 | |

|                                                 | Cryosophila nana       |
|                                                 |                        |
|                                                 | Cryosophila grayumii   |
|                                                 |                        |
|                                                 | Cryosophila kalbreyeri |
|                                                 |                        |
|                                                 | Cryosophila bartlettii |
| Vorlage:Klade/Wartung/3 Vorlage:Klade/Wartung/4 |                        |

|  | Cryosophila guagara                                                           |
|  |                                                                               |
|  | \| \| Cryosophila cookii \| \| \| \| \| \| Cryosophila macrocarpa \| \| \| \| |
|  |                                                                               |
|  | Cryosophila cookii                                                            |
|  |                                                                               |
|  | Cryosophila macrocarpa                                                        |
|  |                                                                               |

|  | Cryosophila cookii     |
|  |                        |
|  | Cryosophila macrocarpa |
|  |                        |

|                                                 | \| \| Cryosophila nana \| \| \| \| \| \| Cryosophila grayumii \| \| \| \| \| \| Cryosophila kalbreyeri \| \| \| \| \| \| Cryosophila bartlettii \| \| Vorlage:Klade/Wartung/3 Vorlage:Klade/Wartung/4 \| \| |
|                                                 | |
|                                                 | Cryosophila williamsii |
|                                                 | |
|                                                 | Cryosophila nana |
|                                                 | |
|                                                 | Cryosophila grayumii |
|                                                 | |
|                                                 | Cryosophila kalbreyeri |
|                                                 | |
|                                                 | Cryosophila bartlettii |
| Vorlage:Klade/Wartung/3 Vorlage:Klade/Wartung/4 | |

|                                                 | Cryosophila nana       |
|                                                 |                        |
|                                                 | Cryosophila grayumii   |
|                                                 |                        |
|                                                 | Cryosophila kalbreyeri |
|                                                 |                        |
|                                                 | Cryosophila bartlettii |
| Vorlage:Klade/Wartung/3 Vorlage:Klade/Wartung/4 |                        |

|  | Cryosophila guagara                                                           |
|  |                                                                               |
|  | \| \| Cryosophila cookii \| \| \| \| \| \| Cryosophila macrocarpa \| \| \| \| |
|  |                                                                               |
|  | Cryosophila cookii                                                            |
|  |                                                                               |
|  | Cryosophila macrocarpa                                                        |
|  |                                                                               |

|  | Cryosophila cookii     |
|  |                        |
|  | Cryosophila macrocarpa |
|  |                        |

|                                                 | \| \| Cryosophila nana \| \| \| \| \| \| Cryosophila grayumii \| \| \| \| \| \| Cryosophila kalbreyeri \| \| \| \| \| \| Cryosophila bartlettii \| \| Vorlage:Klade/Wartung/3 Vorlage:Klade/Wartung/4 \| \| |
|                                                 | |
|                                                 | Cryosophila williamsii |
|                                                 | |
|                                                 | Cryosophila nana |
|                                                 | |
|                                                 | Cryosophila grayumii |
|                                                 | |
|                                                 | Cryosophila kalbreyeri |
|                                                 | |
|                                                 | Cryosophila bartlettii |
| Vorlage:Klade/Wartung/3 Vorlage:Klade/Wartung/4 | |

|                                                 | Cryosophila nana       |
|                                                 |                        |
|                                                 | Cryosophila grayumii   |
|                                                 |                        |
|                                                 | Cryosophila kalbreyeri |
|                                                 |                        |
|                                                 | Cryosophila bartlettii |
| Vorlage:Klade/Wartung/3 Vorlage:Klade/Wartung/4 |                        |

|  | Cryosophila guagara                                                           |
|  |                                                                               |
|  | \| \| Cryosophila cookii \| \| \| \| \| \| Cryosophila macrocarpa \| \| \| \| |
|  |                                                                               |
|  | Cryosophila cookii                                                            |
|  |                                                                               |
|  | Cryosophila macrocarpa                                                        |
|  |                                                                               |

|  | Cryosophila cookii     |
|  |                        |
|  | Cryosophila macrocarpa |
|  |                        |

|                                                 | \| \| Cryosophila nana \| \| \| \| \| \| Cryosophila grayumii \| \| \| \| \| \| Cryosophila kalbreyeri \| \| \| \| \| \| Cryosophila bartlettii \| \| Vorlage:Klade/Wartung/3 Vorlage:Klade/Wartung/4 \| \| |
|                                                 | |
|                                                 | Cryosophila williamsii |
|                                                 | |
|                                                 | Cryosophila nana |
|                                                 | |
|                                                 | Cryosophila grayumii |
|                                                 | |
|                                                 | Cryosophila kalbreyeri |
|                                                 | |
|                                                 | Cryosophila bartlettii |
| Vorlage:Klade/Wartung/3 Vorlage:Klade/Wartung/4 | |

|                                                 | Cryosophila nana       |
|                                                 |                        |
|                                                 | Cryosophila grayumii   |
|                                                 |                        |
|                                                 | Cryosophila kalbreyeri |
|                                                 |                        |
|                                                 | Cryosophila bartlettii |
| Vorlage:Klade/Wartung/3 Vorlage:Klade/Wartung/4 |                        |

|  | Cryosophila guagara                                                           |
|  |                                                                               |
|  | \| \| Cryosophila cookii \| \| \| \| \| \| Cryosophila macrocarpa \| \| \| \| |
|  |                                                                               |
|  | Cryosophila cookii                                                            |
|  |                                                                               |
|  | Cryosophila macrocarpa                                                        |
|  |                                                                               |

|  | Cryosophila cookii     |
|  |                        |
|  | Cryosophila macrocarpa |
|  |                        |

|                                                 | \| \| Cryosophila nana \| \| \| \| \| \| Cryosophila grayumii \| \| \| \| \| \| Cryosophila kalbreyeri \| \| \| \| \| \| Cryosophila bartlettii \| \| Vorlage:Klade/Wartung/3 Vorlage:Klade/Wartung/4 \| \| |
|                                                 | |
|                                                 | Cryosophila williamsii |
|                                                 | |
|                                                 | Cryosophila nana |
|                                                 | |
|                                                 | Cryosophila grayumii |
|                                                 | |
|                                                 | Cryosophila kalbreyeri |
|                                                 | |
|                                                 | Cryosophila bartlettii |
| Vorlage:Klade/Wartung/3 Vorlage:Klade/Wartung/4 | |

|                                                 | Cryosophila nana       |
|                                                 |                        |
|                                                 | Cryosophila grayumii   |
|                                                 |                        |
|                                                 | Cryosophila kalbreyeri |
|                                                 |                        |
|                                                 | Cryosophila bartlettii |
| Vorlage:Klade/Wartung/3 Vorlage:Klade/Wartung/4 |                        |

|  | Cryosophila guagara                                                           |
|  |                                                                               |
|  | \| \| Cryosophila cookii \| \| \| \| \| \| Cryosophila macrocarpa \| \| \| \| |
|  |                                                                               |
|  | Cryosophila cookii                                                            |
|  |                                                                               |
|  | Cryosophila macrocarpa                                                        |
|  |                                                                               |

|  | Cryosophila cookii     |
|  |                        |
|  | Cryosophila macrocarpa |
|  |                        |

|                                                 | \| \| Cryosophila nana \| \| \| \| \| \| Cryosophila grayumii \| \| \| \| \| \| Cryosophila kalbreyeri \| \| \| \| \| \| Cryosophila bartlettii \| \| Vorlage:Klade/Wartung/3 Vorlage:Klade/Wartung/4 \| \| |
|                                                 | |
|                                                 | Cryosophila williamsii |
|                                                 | |
|                                                 | Cryosophila nana |
|                                                 | |
|                                                 | Cryosophila grayumii |
|                                                 | |
|                                                 | Cryosophila kalbreyeri |
|                                                 | |
|                                                 | Cryosophila bartlettii |
| Vorlage:Klade/Wartung/3 Vorlage:Klade/Wartung/4 | |

|                                                 | Cryosophila nana       |
|                                                 |                        |
|                                                 | Cryosophila grayumii   |
|                                                 |                        |
|                                                 | Cryosophila kalbreyeri |
|                                                 |                        |
|                                                 | Cryosophila bartlettii |
| Vorlage:Klade/Wartung/3 Vorlage:Klade/Wartung/4 |                        |

|  | Cryosophila guagara                                                           |
|  |                                                                               |
|  | \| \| Cryosophila cookii \| \| \| \| \| \| Cryosophila macrocarpa \| \| \| \| |
|  |                                                                               |
|  | Cryosophila cookii                                                            |
|  |                                                                               |
|  | Cryosophila macrocarpa                                                        |
|  |                                                                               |

|  | Cryosophila cookii     |
|  |                        |
|  | Cryosophila macrocarpa |
|  |                        |

|                                                 | \| \| Cryosophila nana \| \| \| \| \| \| Cryosophila grayumii \| \| \| \| \| \| Cryosophila kalbreyeri \| \| \| \| \| \| Cryosophila bartlettii \| \| Vorlage:Klade/Wartung/3 Vorlage:Klade/Wartung/4 \| \| |
|                                                 | |
|                                                 | Cryosophila williamsii |
|                                                 | |
|                                                 | Cryosophila nana |
|                                                 | |
|                                                 | Cryosophila grayumii |
|                                                 | |
|                                                 | Cryosophila kalbreyeri |
|                                                 | |
|                                                 | Cryosophila bartlettii |
| Vorlage:Klade/Wartung/3 Vorlage:Klade/Wartung/4 | |

|                                                 | Cryosophila nana       |
|                                                 |                        |
|                                                 | Cryosophila grayumii   |
|                                                 |                        |
|                                                 | Cryosophila kalbreyeri |
|                                                 |                        |
|                                                 | Cryosophila bartlettii |
| Vorlage:Klade/Wartung/3 Vorlage:Klade/Wartung/4 |                        |

|  | Cryosophila guagara                                                           |
|  |                                                                               |
|  | \| \| Cryosophila cookii \| \| \| \| \| \| Cryosophila macrocarpa \| \| \| \| |
|  |                                                                               |
|  | Cryosophila cookii                                                            |
|  |                                                                               |
|  | Cryosophila macrocarpa                                                        |
|  |                                                                               |

|  | Cryosophila cookii     |
|  |                        |
|  | Cryosophila macrocarpa |
|  |                        |